# Fernand Boden

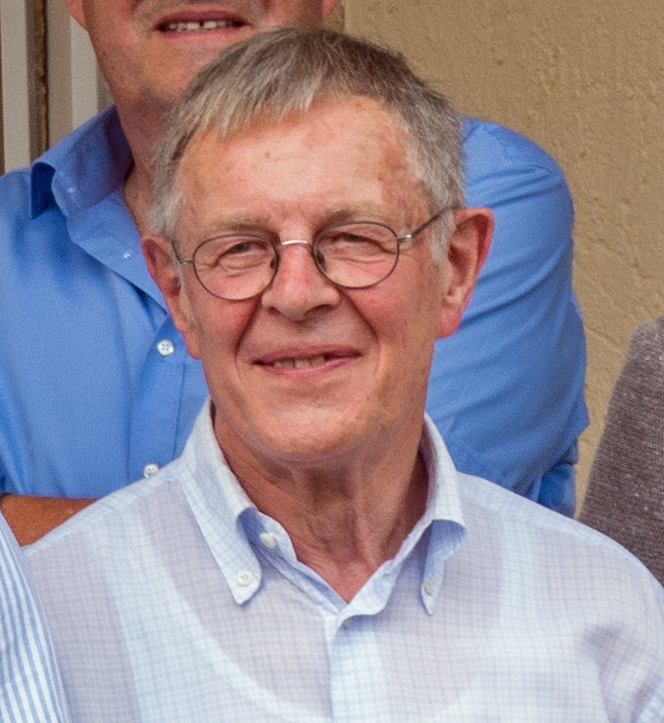
Fernand Boden, 2023

Fernand Boden (* 13. September 1943 in Echternach) ist ein luxemburgischer Politiker der Chrëschtlech Sozial Vollekspartei (CSV), der 30 Jahre lang Minister verschiedener Ressorts war.

## Leben
Fernand Boden besuchte das Gymnasium in Echternach und begann danach ein Lehramtsstudium an der Universität Lüttich. Im Anschluss unterrichtete er zwischen 1966 und 1978 selbst als Lehrer für Mathematik und Physik am Gymnasium Echternach. Daneben war er von 1970 bis 1976 Erster Beigeordneter von Echternach. Am 14. Februar 1978 wurde er für die Chrëschtlech Sozial Vollekspartei (CSV) Mitglied der Abgeordnetenkammer (Chamber) und vertrat dort bis Mai 1979 den Wahlbezirk Osten.
Bei der Europawahl am 10. Juni 1979 wurde er zum Mitglied des Europäischen Parlaments gewählt und gehörte dem Europäischen Parlament in der ersten Legislaturperiode allerdings nur einen Tag vom 17. bis zum 18. Juli 1979 an. Er legte sein Mandat nieder, nachdem er bereits am 16. Juli 1979 als Minister für nationale Bildung und Tourismusminister (Ministre de l’Éducation nationale, Ministre du Tourisme) in die fünfte Regierung Werner berufen worden war. Er war zwischen dem 3. und dem 21. Dezember 1982 auch kommissarischer Minister für Landwirtschaft, Weinbau, Wasser- und Forstwirtschaft (Ministre de l’Agriculture, de la Viticulture et des Eaux et Forêts). In der darauf folgenden ersten Regierung Santer fungierte er vom 20. Juli 1984 bis zum 14. Juli 1989 Minister für nationale Bildung und Jugend sowie als Tourismusminister (Ministre de l’Éducation nationale et de la Jeunesse, Ministre du Tourisme).
Im Anschluss war Fernand Boden zwischen dem 14. Juli 1989 und dem Minister für Familien und Solidarität sowie Minister für den Mittelstand und Tourismus (Ministre de la Famille et de la Solidarité, Ministre des Classes moyennes et du Tourisme). In der anschließend gebildeten dritten Regierung Santer bekleidete er vom 13. Juli 1994 bis zum 20. Januar 1995 weiter als Minister für Familie und Solidarität und Minister für den Mittelstand und Tourismus sowie zusätzlich noch als Minister für den öffentlichen Dienst (Ministre de la Famille et de la Solidarité, Ministre des Classes moyennes et du Tourisme, Ministre de la Fonction publique). In der ersten Regierung Juncker bekleidete er daraufhin zwischen dem 20. und dem 26. Januar 1995 zunächst weiterhin die Posten als Minister für Familie und Solidarität, Minister für den Mittelstand und Tourismus sowie Minister für den öffentlichen Dienst. Im Zuge einer Regierungsumbildung übernahm er am 26. Mai 1995 die Ämter als Minister für Landwirtschaft, Weinbau und ländliche Entwicklung, Minister für den Mittelstand und Tourismus sowie Minister für Wohnungsbau (Ministre de l’Agriculture, de la Viticulture et du Développement rural, Ministre des Classes moyennes et du Tourisme, Ministre du Logement) und bekleidete diese bis zum 7. August 1999.
In der darauf folgenden zweiten Regierung Juncker fungierte er vom 7. August 1999 bis zum 31. Juli 2004 weiterhin als 	Minister für Landwirtschaft, Weinbau und ländliche Entwicklung, Minister für den Mittelstand und Tourismus und Wohnungsbauminister. Zuletzt bekleidete er auch in der dritten Regierung Juncker zwischen dem 31. Juli 2004 und dem 23. Juli 2009 weiterhin die Posten als Minister für Landwirtschaft, Weinbau und ländliche Entwicklung, Minister für den Mittelstand und Tourismus und Wohnungsbauminister. Nach seinem Ausscheiden aus der Regierung wurde er bei der Kammerwahl am 7. Juni 2009 erneut zum Mitglied der Abgeordnetenkammer gewählt, in der er vom 28. Juli 2009 bis zum 6. Oktober 2013 wieder den Wahlbezirk Osten vertrat. Während seiner Parlamentszugehörigkeit war er vom 28. September 2009 und dem 26. Januar 2014 stellvertretendes Mitglied in der Parlamentarischen Versammlung des Europarates.
Ihm wurde für seine Verdienste am 12. November 1988 sowie erneut am 6. Mai 2005 das Großkreuz des Ordens des Infanten Dom Henrique verliehen.